# Mycena interrupta
Mycena interrupta är en svampart som först beskrevs av Miles Joseph Berkeley, och fick sitt nu gällande namn av Pier Andrea Saccardo 1887. Mycena interrupta ingår i släktet Mycena och familjen Mycenaceae.   Inga underarter finns listade i Catalogue of Life.

## Källor

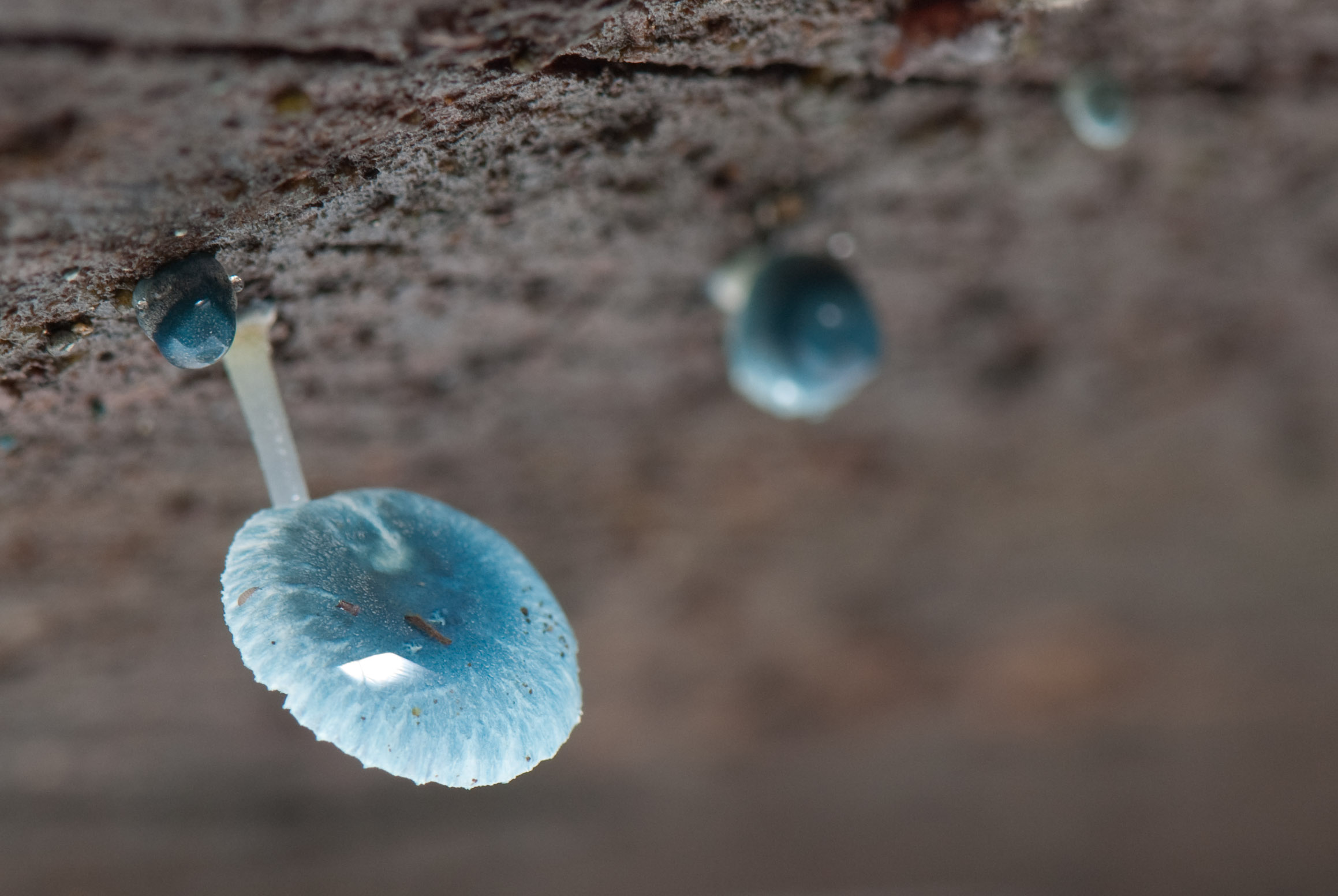
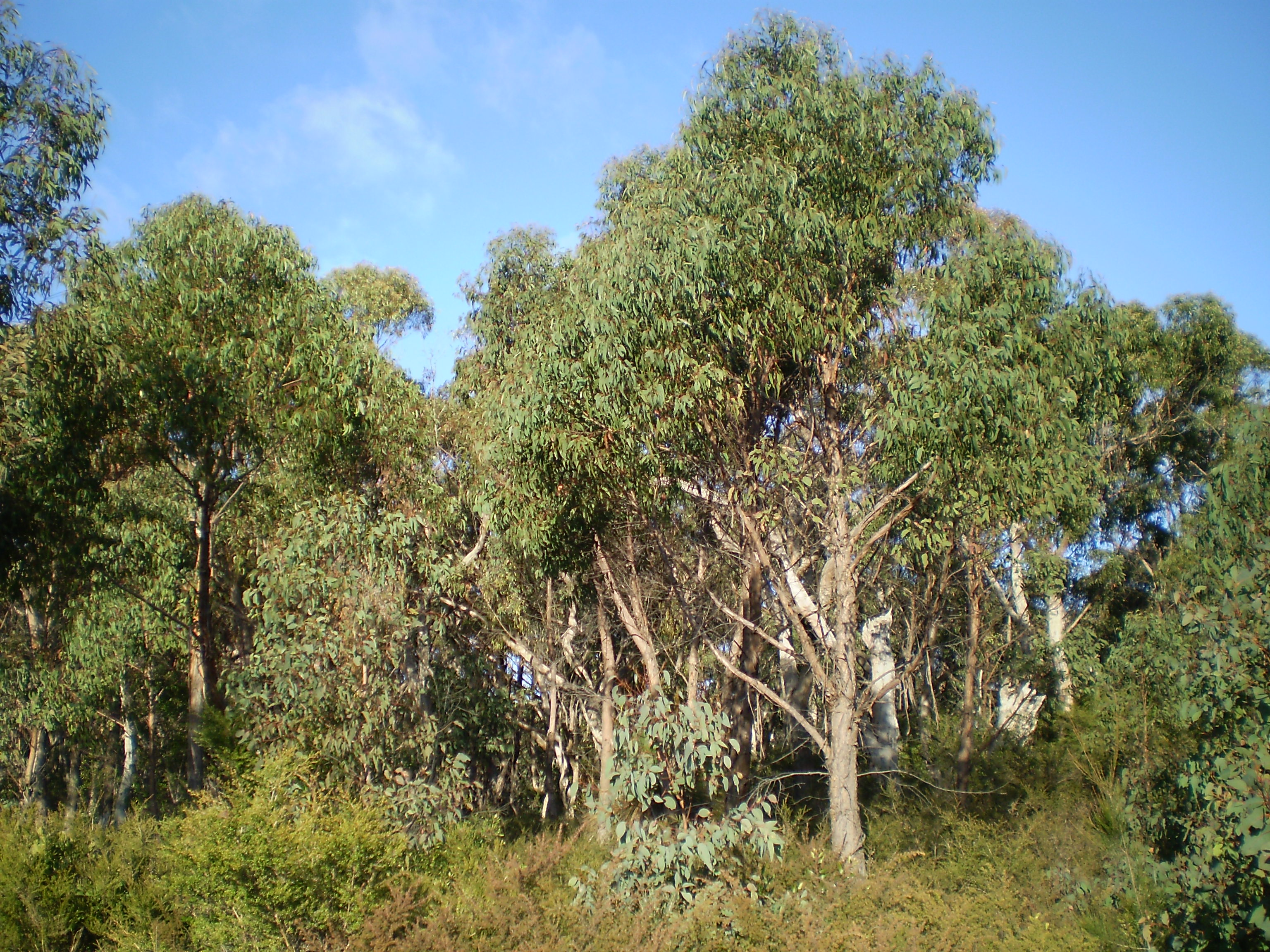